# December 2023
Dit artikel geeft een chronologisch overzicht van de belangrijkste gebeurtenissen per dag in de maand december van het jaar 2023.

## Gebeurtenissen

### 2 december
- Het zuiden van de Filipijnen wordt getroffen door een aardbeving met een magnitude van 7,6 op 32 kilometer diepte en met het epicentrum voor de oostkust van Mindanao.[1] Er wordt zeker één dode gemeld. Kort na de beving wordt er een tsunamiwaarschuwing afgegeven, die snel weer wordt ingetrokken.[2]

### 7 december
- Het videospel Baldur's Gate 3 van de Belgische spelontwikkelaar Larian Studios wint de prijs "Spel van het jaar" op de Game Awards van 2023.

### 14 december
- De Europese Unie besluit dat de toetredingsonderhandelingen met Oekraïne en Moldavië mogen beginnen, nadat aan een aantal randvoorwaarden is voldaan. Aan Georgië kent de EU de status van kandidaat-lidstaat toe.
- Lotte Kopecky ontvangt het Vlaams Sportjuweel voor Beste Topsportprestatie van het jaar.[3]

### 15 december
- Bij een aanslag op een politiebureau in de Iraanse stad Rask vallen elf doden. De groepering Jaish al Adl wordt op de staats-tv verantwoordelijk gehouden.[4]

### 16 december
- De Belgische kuststad Oostende start het eerbetoon Ensor 2024 aan de Belgische kunstenaar James Ensor met de expo Rose, Rose, Rose à mes yeux! James Ensor en het stilleven in België 1830-1930 in het Kunstmuseum aan Zee.[5]
- Voor de kust van Libië vergaat een boot met migranten, die was vertrokken vanuit Zuwara. Volgens de Internationale Organisatie voor Migratie zijn 61 mensen om het leven gekomen.[6]

### 18 december
Op het IJslandse schiereiland Reykjanes vindt een vulkaanuitbarsting plaats met een kracht van vier op de vulkanische-explosiviteitsindex. Veertig huizen in het nabije dorp Grindavík worden vernietigd. De lokale bevolking was reeds geëvacueerd als voorzorgsmaatregel.

### 20 december
- De Europese Unie en het Europees Parlement worden het na jaren onderhandelen eens over het Migratiepact, een nieuw pakket aan regels ten aanzien van asiel en migratie om de Europese vluchtelingencrisis aan te pakken. Belangrijke onderdelen zijn een versnelde screening van migranten aan de EU-buitengrenzen en het sneller kunnen terugsturen van migranten die uit als veilig beschouwde landen komen. De nieuwe regels moeten vanaf 2026 gaan gelden.[8]
- De Venezolaanse autoriteiten dragen ca. tien Amerikaanse gevangenen over aan de VS, in ruil voor de Colombiaanse zakenman Alex Saab.[9]
- De verkiezingen in Congo-Kinshasa verlopen moeizaam, door logistieke problemen en verstoringen. De Congolezen kozen niet alleen hun president voor de volgende vijf jaar, maar ook het parlement en provinciale en lokale raden. Bij de eerste gedeeltelijke uitslagen stond de huidige Congolese president Félix Tshisekedi ruim op kop.[10]

### 21 december
- Bij een schietpartij op de filosofie-afdeling van de Karelsuniversiteit van de Tsjechische hoofdstad Praag vallen 15 doden, inclusief de dader. Ook raken nog eens 25 mensen gewond. De schutter is een 24-jarige oud-student van de universiteit, die zichzelf hierna van het leven berooft.[11][12] In Tsjechië wordt een dag van nationale rouw afgekondigd.[13] Lees verder

### 22 december
- De VN-Veiligheidsraad neemt een afgezwakte resolutie aan over de oorlog in Gaza. Het oorspronkelijke ontwerp van de resolutie, waarin duidelijker werd opgeroepen tot een einde aan het geweld en de aanvallen op burgerdoelen scherper werden veroordeeld, is door de VS geblokkeerd.[14]

### 30 december
- Tijdens de nieuwjaarsperiode werden duizenden reizigers met onverwachte verstoringen geconfronteerd, omdat Eurostar, de hogesnelheidstreindienst die Londen verbindt met Parijs, Brussel en Amsterdam, al zijn diensten van en naar London St Pancras International annuleerde.

### 31 december
- De Amerikaanse ruimtevaartorganisatie NASA lanceert vanaf Antarctica een nieuwe ruimtetelescoop genaamd Gusto, die onderzoek moet gaan doen naar sterrenstof.[15]

## Overleden
<< · januari · februari · maart · april · mei · juni · juli · augustus · september · oktober · november · december · >>